# Сюй Цзюнь
Сюй Цзюнь (кит. трад. 徐俊, пиньинь Xú Jùn; род. 17 сентября 1962, Сучжоу, Цзянсу) — китайский шахматист, гроссмейстер (1994), старший тренер ФИДЕ (2012). Чемпион Китая (1983, 1985), чемпион Азии (2000, 2001). В составе сборной Китая — участник Олимпиад (1984, 1986, 1988, 1990, 1992, 1994, 1996, 2000, 2002, 2004), пятикратный победитель командного чемпионата Азии (1983, 1987, 1989, 1991, 2003). Победитель зонального турнира 1987 и Открытого чемпионата Китая 1998.
Сюй Цзюнь начал заниматься шахматами в 1974 году. Спустя 2 года выиграл юношеский чемпионат провинции Цзянсу, в 1977 году вошёл в состав сборной провинции. В 1978 и 1979 годах он выигрывал юношеские чемпионаты Китая. В 1982 году Сюй Цзюнь выиграл китайский «Боевой кубок», занял 2-е место на чемпионате Китая, а в 1983 году выиграл его. Также он выиграл чемпионат в 1985 году, в 1984, 1986, 1987 и 1989 годах был 2-м, в 1988 и 1990 годах занял 3-е место.